# غليان (باقران)
غليان (بالإنجليزية: Golian, South Khorasan)‏ هي مستوطنة تقع في إيران في قسم باقران الريفي. يقدر عدد سكانها بـ 143 نسمة .